# Вебдизайн

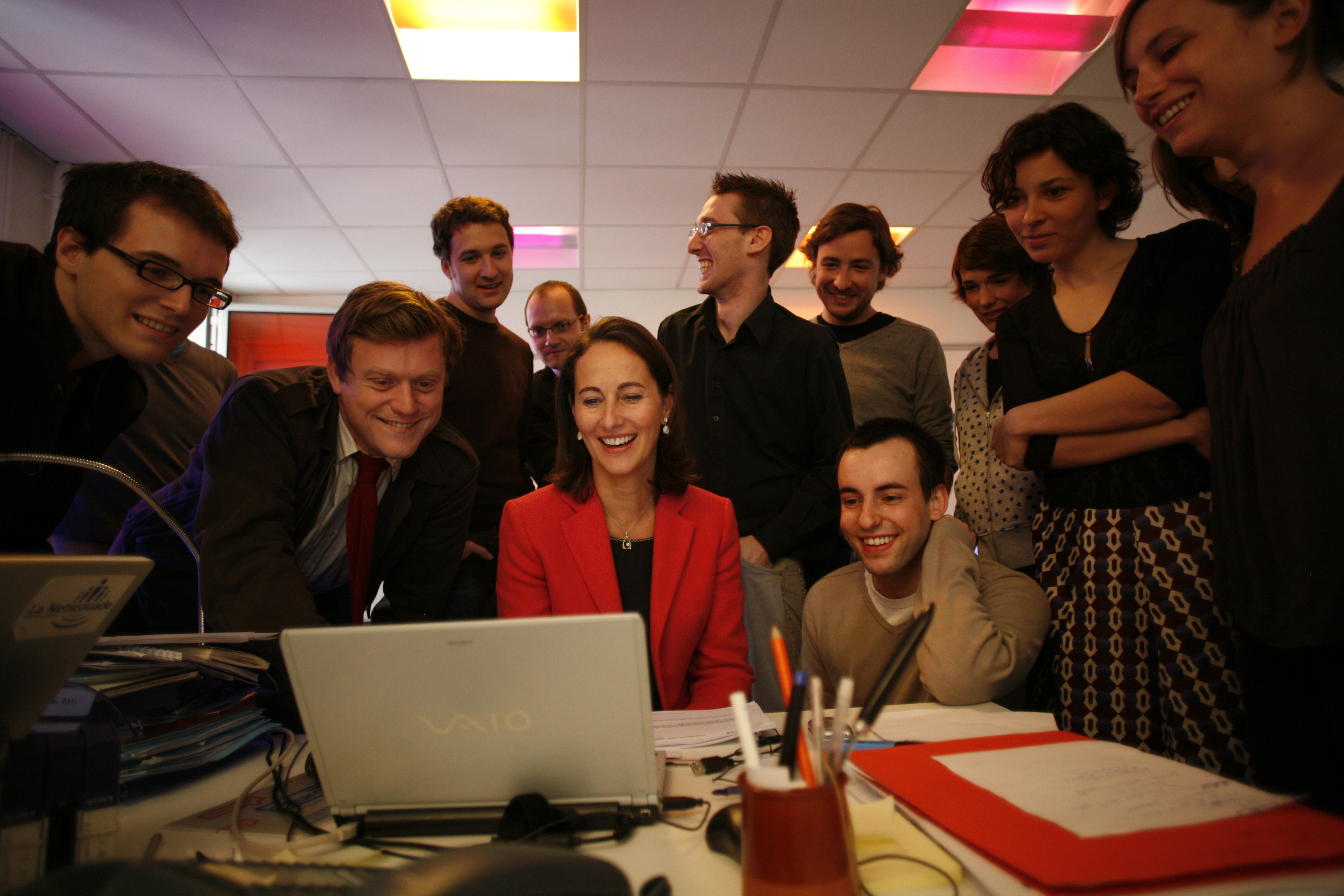
Вебдизайнери показують результат роботи

Вебдизайн (англ. web design) — галузь веброзробки, що охоплює цілий ряд напрямів і дисциплін із створення та супроводу сайтів або вебзастосунків, таких як графічний вебдизайн, проєктування інтерфейсів, авторинг (у тому числі стандартизований код і власницьке програмне забезпечення), використовність та оптимізація для пошукових систем. Найчастіше виконання різних етапів процесу вебдизайну забезпечують відповідні спеціалісти (менеджер проєкту, дизайнер, вебпрограміст, вебмайстер тощо), хоча деякі вебдизайнери можуть виконувати усе самостійно. Термін вебдизайн зазвичай використовують для опису проєктування й реалізації клієнтської частини вебсайту, включаючи верстку.

## Інструменти і технології

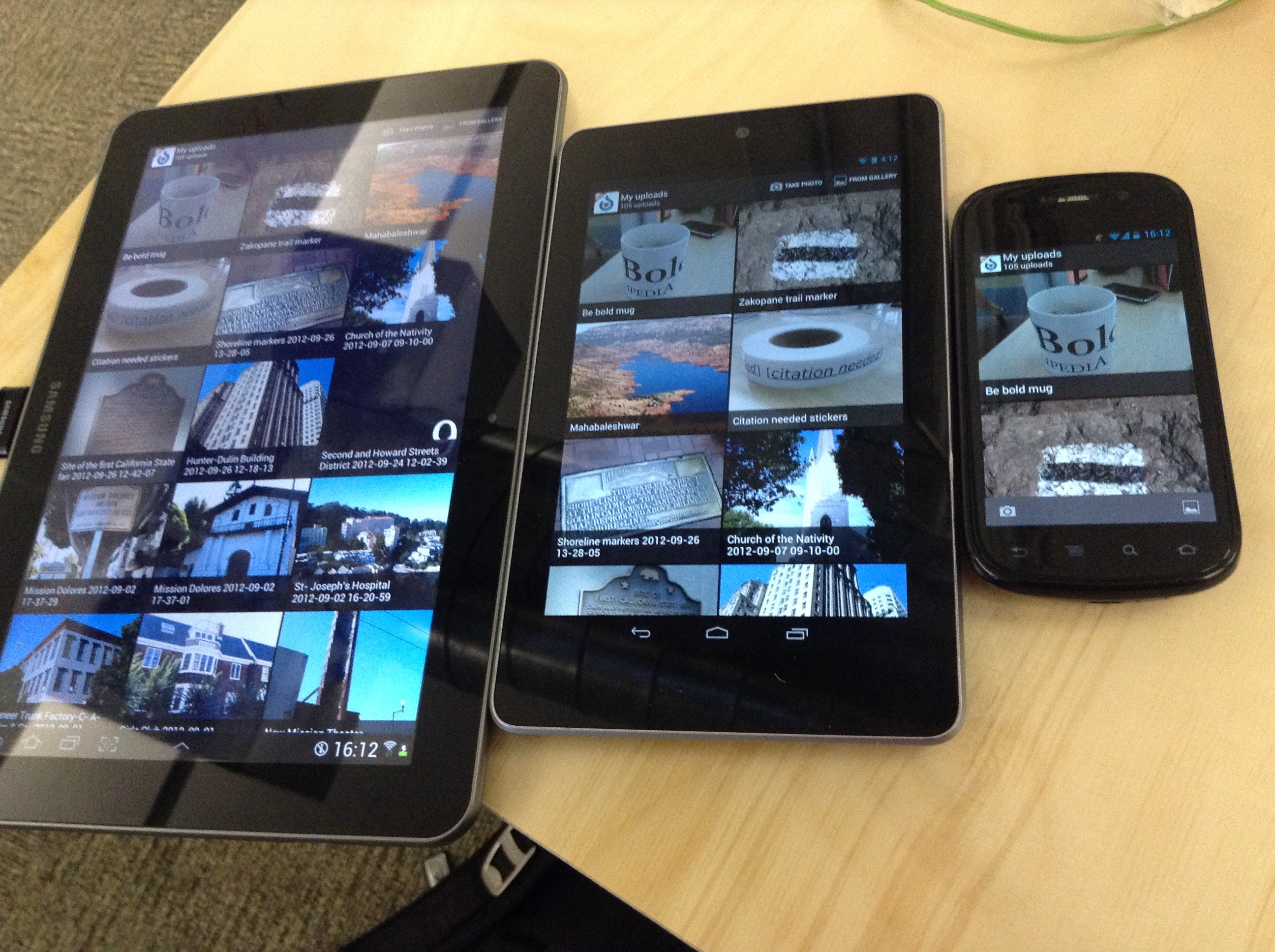
Приклад адаптивного дизайну у застосунку Вікісховища для Android

На кожному етапі створення сайту вебдизайнери послуговуються різними інструментами. З часом ці інструменти зазнають оновлення у відповідності до нових стандартів і програмного забезпечення, однак принципи їхнього застосування залишаються сталими. У графічному вебдизайні використовують пакети векторної й растрової графіки для створення прототипів зображень чи дизайну у форматі для веб. До технологій, використовуваних при створенні вебсайтів, належить стандартизована розмітка, яку пишуть вручну чи генерують за допомогою редакторів WYSIWYG. Для перевірки позиціювання сайту у пошукових системах та його покращення застосовують інструменти оптимізації для пошукових систем.
До інструментів вебдизайну належать також валідатори розмітки та інші засоби тестування використовності й доступності, які дозволяють пересвідчитися у тому, що сайт відповідає стандартам веб.
Серед поширених популярних онлайн редакторів лідируюче місце займає онлайн редактор FIGMA. Серед його плюсів є крос платформеність, безкоштовний тарифний план для одного користувача, а також можливість спільної роботи в режимі реального часу

Порядок накладання елементів по осі Z

## Правила вебдизайну
Оскільки дизайн містить елементи мистецтва та інженерії, на нього розповсюджуються їхні правила, що можуть забезпечити створення якісних макетів та мокапів для мережевих видань. Одне з основних правил вказує, що дизайн має ціль і залежно від задач, обираються засоби. Таким чином дизайном є не оформлення вебсторінок, а конструкторська діяльність, що покликана реалізувати заздалегідь визначні цілі. Існують правила, щодо необхідної кількості кольорів та шрифтів у макеті, симетрії, відступів, порядку подачі матеріалів тощо. В Україні правилами вебдизайну займався дизайнер та викладач кафедри Мережевих видань і медіадизайну Інституту журналістики КНУ ім. Тараса Шевченка Салига Павло.

## Основні етапи створення сайту
Послідовність створення сайту і чітке опрацювання етапів — запорука успіху всього проєкту. Можливо, простому користувачеві може здатися, що розробка сайту — легка справа. Ну що тут складного — придумав дизайн, зверстав, наповнив його парою-трійкою текстів і готово. Насправді ж кожен етап створення сайту — це копітка робота, за яку відповідальний кожен розробник з команди вебстудії.
Створення вебсайту містить в собі не тільки розробку дизайну і програмування, як ви могли подумати, а й детальний аналіз проєкту, співпраця з замовником і пошук рішень для досягнення поставлених цілей проєкту.
Основні етапи створення вебсайту:
- Постановка цілей і завдань сайту;
- Створення, опрацювання технічного завдання (ТЗ) на розробку сайту;
- Прототипування;
- Створення макета дизайну сайту;
- Верстка;
- Програмування;
- Наповнення контентом;
- Тестування;
- Здача готового проєкту клієнтові.